# 海人がつくる壺川駅前弁当
海人がつくる壺川駅前弁当（うみんちゅがつくるつぼがわえきまえべんとう）は、沖縄県の那覇市沿岸漁業協同組合が経営する壺川直売店さかなが販売していた弁当である。2003年8月10日の沖縄都市モノレール線（ゆいレール）開業を記念し、壺川駅を最寄り駅とする直売店さかなが同年1月に京王百貨店新宿店で開催された元祖有名駅弁と全国うまいもの大会で先行販売され、8月のゆいレール開業と同時に正式販売を開始した。
戦前に沖縄本島で営業していた沖縄県営鉄道で駅弁が販売されていたことを示す記録が残っていないこともあり「沖縄初の駅弁」ないし「日本最南端の駅弁」をキャッチフレーズにしているが、通常の駅弁と異なり駅構内で販売されている訳ではないため厳密には「駅弁」とは言えないとする意見もあり、あくまで「駅前」弁当を称している。なお、駅弁大会ではこうした定義に関わり無く他の弁当と同様の「駅弁」として扱われている。
ほぼ2-3年単位で弁当の中身を全面リニューアルする点が特徴で、2003年の販売開始当初は海ブドウにモズク・錦糸卵・カツオ・イカなどが具に用いられていたが、2006年には大東諸島の名産であるサワラのにぎり寿司（島寿司）となり、2009年にはクロカジキの漬け丼にモズクを添えたものとなっている。
弁当は壺川直売店さかなで購入できた。「駅前弁当」を称しているが、実際に壺川駅の真正面にある訳ではなく、国場川を左手に見ながら北西に380メートルほど歩く必要がある。営業時間は午前9時から午後6時まで、日曜日と元日（1月1日）は休業。沖縄本島以外では、各地の百貨店で行われる駅弁大会に出展されることがある。ただし、出展される弁当は名称が同じでも現地の弁当と仕様が異なる「特装品」の場合がある。
壺川直売店さかなは2017年2月末日をもって閉店し、現在は入手することはできない。